# XRCO Halls of Fame
XRCO Halls of Fame enumeră unele dintre cele mai notabile persoane care au contrbuit la filme de divertisment pentru adulți. Lista este creată de X-Evaluat în fiecare an în timpul acordării premiilor XRCO (XRCO awards).

## Membri XRCO Hall of Fame

### Actori
- 1985 John C. Holmes
- 1985 Harry Reems
- 1985 Jamie Gillis
- 1985 Eric Edwards
- 1985 John Leslie
- 1986 Paul Thomas
- Herschel Savage
- Jon Martin
- Joey Silvera
- Randy West
- Ron Jeremy
- Mike Horner
- Tom Byron
- Marc Wallice
- Peter North
- 1995 Buck Adams
- Don Fernando
- 1998 Steve Drake
- 1999 Sean Michaels
- 1999 T.T. Boy
- 2000 Rocco Siffredi
- Jake Steed
- 2001 Billy Dee
- 2002 Randy Spears
- 2006 Mark Davis
- 2006 Jon Dough
- 2006 Blake Palmer
- 2007 Mr. Marcus
- 2007 Steven St. Croix
- 2008 Christoph Clark
- 2009 Lexington Steele
- 2010 Evan Stone

### Actrițe
- 1985 Georgina Spelvin
- 1985 Tina Russell
- 1985 Rene Bond
- 1985 Marilyn Chambers
- 1985 Sharon Thorpe
- 1986 Annette Haven
- Lesllie Bovee
- Sharon Mitchell
- Colleen Brennan
- Sharon Kane
- Gloria Leonard
- Kay Parker
- Suzanne McBain
- Seka
- Veronica Hart
- Erica Boyer
- Vanessa del Rio
- Desireé Cousteau
- Lisa DeLeeuw
- 1993 Hyapatia Lee
- 1993 Debi Diamond
- Shanna McCullough
- Ginger Lynn
- Christy Canyon
- 1995 Amber Lynn
- 1995 Nina Hartley
- Desiree West
- Jeanna Fine
- 1997 Bionca
- 1997 Careena Collins
- 1998 Kelly Nichols
- 1998 Annie Sprinkle
- 1998 Barbara Dare
- 1998 Jesie St. James
- 1998 Shauna Grant
- 1998 Linda Wong
- 1999 Tori Welles
- 2000 Porsche Lynn
- 2000 Tracey Adams
- 2001 Teri Weigel
- 2002 Ashlyn Gere
- 2002 Tiffany Mynx
- Selena Steele
- 2005 Jenna Jameson
- 2006 Keisha
- 2006 Kylie Ireland
- 2007 Francesca Lé
- 2007 Janine
- 2007 Serenity
- 2008 Chloe
- 2008 Nikki Dial
- 2008 Shayla LaVeaux
- 2008 Jeannie Pepper
- 2008 Stephanie Swift
- 2009 Jewel De'Nyle
- 2009 Angel Kelly
- 2009 Leena
- 2009 Missy
- 2009 Joanna Storm
- 2009 Stacy Valentine
- 2010 Jada Fire